# مقاطعة بني كنانة
بني كِنَانَة هي إحدى مقاطعات محافظة إربد، في الأردن.